# Rocketship X-M
Rocketship X-M (bra: Da Terra à Lua; prt: Rocketship X-M) é um filme estadunidense de 1950, do gênero ficção científica, dirigido por Kurt Neumann.

## Sinopse
Finalmente, o primeiro voo tripulado à Lua é lançado. Uma inesperada chuva de meteoritos acaba por modificar a rota do foguete que segue então em direção ao planeta Marte. Quando aterrissam no planeta, descobrem vestígios de uma antiga civilização possivelmente destruída numa guerra nuclear, e os poucos sobreviventes regrediram para um estágio bárbaro. Os marcianos atacam os astronautas, que fogem, mas não têm combustível para voltar à Terra.

## Elenco
| Nome            | Personagem                   |
| --------------- | ---------------------------- |
| Lloyd Bridges   | Coronel Floyd Graham         |
| Osa Massen      | Dra. Lisa Van Horn           |
| John Emery      | Dr. Karl Eckstrom            |
| Noah Beery Jr.  | Major William Corrigan       |
| Hugh O'Brian    | Harry Chamberlain            |
| Morris Ankrum   | Dr. Ralph Fleming            |
| Patrick Aherne  | Repórter nº 1                |
| Sherry Moreland | Garota marciana              |
| John Dutra      | Físico                       |
| James Conaty    | Médico                       |
| Sam Harris      | Repórter na sala de imprensa |

## Prêmios e indicações
- Prêmio Hugo - indicado na categoria Melhor Apresentação Dramática[carece de fontes?]